# Feriados na Espanha
Esta é uma lista de feriados da Espanha.

## Janeiro
- 1 de janeiro: Ano Novo
- 6 de janeiro: Epifania

## Fevereiro
- 28 de fevereiro: Dia da Andaluzia (comemorado somente na Andaluzia)

## Março
- 1 de março: Dia das Ilhas Baleares (comemorado somente em Baleares)
- 19 de março: Dia de São José (comemorado em algumas regiões)
- Quinta-Feira Santa, Sexta-Feira Santa e Segunda-feira de Páscoa (esta última em poucas regiões), em datas facultativas

## Abril
- 23 de abril: Dia de Aragão (comemorado somente em Aragão)
- 23 de abril: Dia de Castela e Leão (comemorado somente em Castela e Leão)

## Maio
- 1 de maio: Dia do Trabalhador
- 2 de maio: Festa de comunidade de Madrid (comemorado somente na Comunidade de Madrid)
- 17 de maio: Dia das Letras Galegas (comemorado somente na Galiza)
- 30 de maio: Dia das Canárias (comemorado somente nas Ilhas Canárias)
- 31 de maio: Dia da Castela-La Mancha (comemorado somente em Castela-La Mancha)
- Corpus Christi: data facultativa

## Junho
- 9 de junho: Dia de Múrcia (comemorado somente em Múrcia)
- 9 de junho: Dia de La Rioja (comemorado somente em La Rioja)
- 24 de junho: Dia de São João (comemorado apenas na Catalunha)

## Julho
- 25 de julho: Dia da Pátria Galega ou Dia de São Tiago de Compostela comemorado na Galiza e Espanha

## Agosto
- 15 de agosto: Assunção de Maria

## Setembro
- 2 de setembro: Dia de Ceuta (comemorado somente em Ceuta)
- 8 de setembro: Dia das Astúrias e Dia da Estremadura (comemorado somente nessas regiões)
- 11 de setembro: Dia Nacional da Catalunha
- 15 de setembro: Nossa Senhora (comemorada somente em Cantábria)

## Outubro
- 9 de outubro: Dia da Comunidade Valenciana (comemorado somente naquela região)
- 12 de outubro: Dia da Hispanidade
- 25 de outubro: Dia do País Basco (comemorado apenas no País Basco)

## Novembro
- 1 de novembro: Dia de Todos-os-Santos

## Dezembro
- 6 de dezembro: Dia da Constituição
- 8 de dezembro: Festa da Imaculada Conceição
- 25 de dezembro: Natal